# William Dean Martin
William Dean Martin, más conocido como Billy o Lil'Billy, es el guitarrista y tecladista de la banda de pop-punk, Good Charlotte.
Nació el día lunes 15 de junio de 1981, en Annapolis, Maryland.
Sus padres se separaron cuando Billy cursaba segundo grado en "La Plata High School".
William toca guitarra desde que cursaba sexto grado cuando, para Navidad, le obsequiaron su primera guitarra.
Su primera banda, fue Overflow donde era vocalista y guitarrista. Esta banda era formada junto con sus amigos; DJ Y Steve Sievers. Steve, es ahora el que ayuda a Martin a dirigir su línea de ropa, [LeVel 27]. Además está comenzando a poner en marcha una tienda de juguetes. 
Billy Martin, es vegetariano y un gran amante de los animales. 
Su segundo nombre viene de uno de los famosos miembros de "Rat Pack", Dean Martin. Sin Embargo, rumores siguen persistentes, que el nombre viene de una canción de Michael Jackson, Billie Jean.
Billy se unió al grupo al aparecer con su guitarra acústica en uno de los shows de la banda, cuando aún pertenecía a Overflow.
Mientras Good Charlotte, grababa su tercer álbum, "The Chronicles of Life and Death", Billy y Benji Madden (Guitarrista de Good Charlotte), cambiaron roles de guitarristas, (Madden era el original guitarrista principal, mientras que Martin era el guitarrista secundario). Martin también toca el teclado en The Chronicles Of Life And Death, con excepción de "The Truth", y acostumbra a tocar el teclado en los conciertos. Martin, quien se divierte dibujando, creó todas las ilustraciones del disco The Chronicles Of Life and Death. También diseñó todas las imágenes de los videos "Predictable" y "The Chronicles Of Life and Death". 
Billy toca con guitarras "Paul Reed Smith" (PRS); pedales Mesa-Boogie Amps y Boss Effect.
Martin escribió las canciones "Mountain" y "Ghost Of You", igualmente del Álbum "The Chronicles Of Life And Death".
Tiene una página con sus obras de arte conocida como Bloodzilla.
Su director favorito es Tim Burton y su filme preferido es "The Nightmare Before Christmas" de Tim Burton.
Billy se considera un obsesionado de los malls, es alérgico a los perros, y dice tener fobia a las serpientes y a las arañas... entre otras de sus curiosidades, la cantidad de tatuajes que tiene en sus brazos, piernas y uno en el dedo medio de la mano derecha.
También vive en una casa pintada de negro (Que pintó él mismo al poco tiempo de comprarla), junto con su esposa Linzi, de 25 años y su hijo.